# Nördlicher Schnapper
Der Nördliche Schnapper (Lutjanus campechanus), im englischen als Red Snapper bezeichnet, lebt im Golf von Mexiko und an der Atlantikküste der USA nördlich bis nach Massachusetts. Nördlich von North Carolina wird er allerdings immer seltener.

## Merkmale
Der Nördliche Schnapper wird für gewöhnlich 60 cm lang. Das größte gefangene Tier war 1,26 m lang und 38 kg schwer. Er ist relativ hochrückig. Die Augen sind klein, der Kopf etwa 6,5 mal so lang wie der Augendurchmesser. Die Brustflossen sind lang, reichen aber nicht bis zum Anus. Oberhalb der Seitenlinie stehen die Schuppen in schrägen, zur Rückenflosse aufsteigenden Reihen, unterhalb in Reihen parallel zur Seitenlinie. Die Farbe des Nördlichen Schnappers ist scharlach- bis ziegelrot, Exemplare unter einer Länge von 30 bis 35 cm besitzen einen großen dunklen Fleck unterhalb des weichstrahligen Teils der Rückenflosse.
- Flossenformel: Dorsale X/14, Anale III/(8)-9, Pectorale 17.

## Lebensweise
Der Nördliche Schnapper bewohnt Felsenriffe in Tiefen von 10 bis 190 Metern. Am häufigsten hält er sich in Tiefen von 30 bis 130 Metern auf und in den nördlichen Teilen seines Verbreitungsgebietes tiefer als in den südlichen. Er ernährt sich vorwiegend von kleineren Fischen, von Krebstieren, Kopffüßern, Würmern, Schnecken und anderen Wirbellosen. Er pflanzt sich von April bis Dezember fort. Die Laichaktivitäten sind im nördlichen Golf von Mexiko von Juni bis August und vor dem südwestlichen Florida von August bis September am intensivsten. Der Nördliche Schnapper wird für gewöhnlich zehn bis 16 Jahre alt. Die in das offene Wasser abgegebenen Eier haben einen Durchmesser von 0,77 bis 0,85 mm und die Larven schlüpfen bei einer Wassertemperatur von 23 bis 27 °C nach 20 bis 27 Stunden.

## Fischerei
Der Nördliche Schnapper ist ein ausgezeichneter Speisefisch und einer der wichtigsten Fangfische im Golf von Mexiko. Er wird mit Langleinen und Grundschleppnetzen gefangen. In Amerika wird er als „Red Snapper“ bezeichnet und verkauft, während in Deutschland nur der Malabar-Schnapper (Lutjanus malabaricus) im Fischhandel als Roter Schnapper oder Red Snapper bezeichnet werden darf.